# Ayana Onozuka
Ayana Onozuka –en japonés, 小野塚彩那, Onozuka Ayana– (Minamiuonuma, 23 de marzo de 1988) es una deportista japonesa que compite en esquí acrobático, especialista en la prueba de halfpipe.
Participó en dos Juegos Olímpicos de Invierno, obteniendo una medalla de bronce en Sochi 2014, en la prueba de halfpipe, y el quinto lugar en Pyeongchang 2018.
Ganó dos medallas en el Campeonato Mundial de Esquí Acrobático, oro en 2017 y bronce en 2013. Adicionalmente, consiguió cuatro medallas en los X Games de Invierno.

## Medallero internacional
| Juegos Olímpicos   | Juegos Olímpicos       | Juegos Olímpicos  | Juegos Olímpicos |
| Año                | Lugar                  | Medalla           | Prueba           |
| ------------------ | ---------------------- | ----------------- | ---------------- |
| 2014               | Sochi (Rusia)          | Medalla de bronce | Halfpipe         |
| Campeonato Mundial |                        |                   |                  |
| Año                | Lugar                  | Medalla           | Prueba           |
| 2013               | Oslo/Voss (Noruega)    | Medalla de bronce | Halfpipe         |
| 2017               | Sierra Nevada (España) | Medalla de oro    | Halfpipe         |

| X Games de Invierno | X Games de Invierno    | X Games de Invierno | X Games de Invierno |
| Año                 | Lugar                  | Medalla             | Prueba              |
| ------------------- | ---------------------- | ------------------- | ------------------- |
| 2015                | Aspen (Estados Unidos) | Medalla de plata    | Superpipe           |
| 2016                | Aspen (Estados Unidos) | Medalla de plata    | Superpipe           |
| 2016                | Oslo (Noruega)         | Medalla de bronce   | Superpipe           |
| 2017                | Aspen (Estados Unidos) | Medalla de plata    | Superpipe           |